# Густав Даниловський
Густав Даниловський (пол. Gustaw Daniłowski, 1871 — 21 жовтня 1927) — польський письменник, політичний діяч. Писав під псевдонімом Владислав Орвід.

## Життєпис
Народився 1871 року (за різними відомостями 14 липня або 16 жовтня) у м. Цивільськ Казанської губернії Російської імперії (натепер Чуваська Республіка Російської Федерації), отримавши ім'я Август. Закінчив початкову школу у своєму місті. Після отрмиання середньої освіти поступив до Харківського технологічного інституту (тепер Національний технічний університет «Харківський політехнічний інститут»). Близько 1893 року змінив ім'я на Густав.
Після його закінчення перебирається до Польщі. Тут у 1895 році стає членом Польської соціалістичної партії. Разом з Стефаном Жеромським організував освітню асоціація «Світло» та Народний університет у Варшаві.
Брав участь у революції 1905 року, зрештою Даниловського було заарештовано у 1906 році. У в'язниці провів декілька місяців. Після звільнення перебирається до Кракова, де зайнявся активною літературною діяльністю. Водночас стає учасником Союзу збройної боротьби і Тимчасової комісії конфедерації незалежницьких партій як представник революційної фракції Польської соціалістичної партії.
У 1915 році приєднується до Польського легіону Юзефа Пілсудського. У 1916 році стає членом міської ради Варшави. З 1918 до 1922 року обіймав посаду чиновника з особливих доручень тимчасового керівника Польської держави Ю. Пілсудського. У 1927 році внаслідок конфлікту із останнім вийшов з лав Польської соціалістичної партії. Помер того ж року. У 1931 році посмертно нагороджено Хрестом Незалежності.

## Творчість
Для творів Даниловського характерні романтична піднесеність образів, тяжіння до символіки. У повістях «Потяг» (1899 рік), «З минувшини» (1902 рік), романі «Ластівка» (1905 рік) і оповідях (збірка «Відхід», 1900 рік) в алегоричних образах висловлював віру в історичну місію пролетаріату як рятівника людства, намагався створити образи революційної молоді, показати боротьбу старого і нового світів.
У доробку Густава Даниловського також є переклад «Заповіту» українського поета Тараса Шевченка.